# 附属地 (德国)
「附属地」（德语：Nebenland）一词具有不同的政治含义，因此无法用一个统一的定义来进行说明。 对于「附属地」最准确的解释便是以政治从属地位的附属地区(次要地区)，作为一个国家的一部分。与主要地区不同的是，它对国家的内部政务起不到任何作用。此外，「附属地」也会出现在与本土相邻的殖民地。
这些地区通常以附属地的角色，在地理上被区分出国家的主要部分。例如，斯瓦巴群岛和布韦岛属于挪威的附属地；普法尔茨在1329年《帕維亞条约》签订前也属于巴伐利亚公国的附属地。
在纳粹德国时期，对于那些依附于德国，并在德意志国宪法治理下但处于不平等地位的地区，「附属地」是一种委婉说法，例如「波兰总督府」。因此，它被视为由德国实行间接统治的领土。
在宪法中，这些地区并不属于任何一个更高级别国家（行政区），但通常被定义为「附属地」并以共主联邦的统治方式把它们（附属地和本土）联系起来。例如在哈布斯堡王朝，克罗地亚是匈牙利的附属地；而西里西亚，以及后来的奥地利-西里西亚则是属于波西米亚的一个附属地。当今在这些地区的历史发展中，从1076年开始（撤消时期：1253年-1319年、1469年-1490年）直到1635年，上卢萨蒂亚和下卢萨蒂亚地区一直是波西米亚王国的附属地：上卢萨蒂亚，最初是「米尔斯卡大区」（德语：Gau Milsca），后来称为「鲍岑领地」（德语：Land Budissin）；1367年到1635年，在另一旁建置「下卢萨蒂亚」。

## 引用
1. ↑  Georg Jellinek: Die Lehre von den Staatenverbindungen, Alfred Hölder, Wien 1882, S. 222 （页面存档备份，存于）.
2. ↑  Rudolf Kirchschläger, Kolonien, in: Strupp/Schlochauer, Wörterbuch des Völkerrechts, Bd. II, 2. Aufl. 1961, S. 256–259, hier S. 257 （页面存档备份，存于）.
3. ↑  Volker Rödel: Kurpfalz: Verwaltung (Mittelalter) （页面存档备份，存于） in Historisches Lexikon Bayerns, 15. April 2016, abgerufen 12. September 2016.
4. ↑  Nebenland des Reiches （页面存档备份，存于）, in: euphemismen.de, abgerufen 12. September 2016.